# Даян-хан
Бату-Мункэ Даян-хан (монг. Батмөнх Даян Хаан; 1464—1517/1543) — хан из рода Борджигин, впервые со времён Юаньской династии объединивший монголов под знаменем чингизидов. Даян-хан был провозглашён Великим ханом Монгольской империи династии Юань, чего не удалось сделать его предку Тогон-Тэмуру веком ранее. Даян-хан считается одним из величайших монгольских правителей.
Даян-хан и его супруга Мандухай ослабили влияние в Монголии ойратских ханов и тайшей. Победа Даян-хана при Далан-Терджине воссоединила монголов и консолидировала их под властью чингисидов. Его решение разделить «шесть туменов» восточных монголов между своими сыновьями установило децентрализованное, однако сравнительно стабильное правление Борджигинов в Монголии на одно столетие.

## Биография

### Детство
Бату-Мункэ был сыном Баян-Мункэ (прав. 1470—1479), Болху-джинона династии Борджигинов, и Шихэр Тайхо из племени урянхаев. Его бабка по отцовской линии, Сэчен, была дочерью ойратского Эсэн-тайши. Хотя Болху с семьёй враждовал с Эсэн-тайши в течение внутреннего конфликта в династии Северная Юань, он смог наладить отношения с его дядей Мандуул-ханом (прав. 1475—1478) вскоре после вступления последнего на престол. Однако вскоре после примирения между отцом Бату-Мункэ и Мандуул-ханом вновь разгорелась война, и Баян-Мункэ был убит. Один из тайшей Мандуула, Исмаил (Исама), присвоил его жену, Шихер, и его имения. Чтобы сохранить жизнь юному Бату-Мункэ, Шихер отдала его в семью Бахай. Однако оттуда Бату-Мункэ забрал тангутский Тэмур-Хадаг, и он был воспитан в духе наследника Борджигинов в среде монгольской знати. К моменту внезапной смерти Мандуул-хана в 1467 году Бату-Мункэ было пять лет. Его усыновила Мандухай-хатун, вдова Мандуула. Когда приближённые Мандухай привезли к ней ребёнка, тот страдал от нарывов, и она вылечила его.

### Даян-хан и Мандухай Мудрая
Мандухай возвела Бату-Мункэ на общеимперский трон в качестве прямого наследника императора Хубилая в одном из чахарских святилищ. Он получил титул «Даян-хан» (титул, согласно некоторым историкам, происходит от китайского словосочетания «Великая Юань». Когда Бату-Мункэ исполнилось 19 лет, она вышла за него замуж и получила огромное влияние при дворе и в армии. Они объединили разрозненные области восточных областей Монгольской империи в ходе ряда военных побед над ойратами, в том числе в 1483 году — над Исмаилом-тайши, который был вынужден бежать из Монголии. Мать же Даян-хана Шихэр была возвращена и пожалована титулом тайху («вдовствующая императрица»). Его поддержал Унуболод, потомок брата Чингис-хана, Хасара, однако Хусай, хан тумэтский, выступил против власти Даян-хана, но был разбит.
Важнейшим достижением Даян-хана и Мандухай было подавление ойратов, с XIV века постоянно бунтовавших против власти Борджигинов. К 1495 году Даян-хан подчинил себе т. н. «Три стражи» — пограничные территории, вассальные империи Мин

### Китайско-монгольская война
Когда Золотая Орда потеряла влияние в междоусобной войне в конце XV века, монгольские набеги на китайское пограничье стали регулярными и, при участии Даян-хана, приобрели некоторую степень организованности. Сначала Бату-Мункэ пытался поддерживать с династией Мин хорошие отношения и отправил в Пекин посольство с предложением торгового договора. Однако один из послов был убит при минском дворе, и Даян-хан начал практику регулярных военно-грабительских походов против Китая, не имея никаких намерений присоединиться к имперской даннической системе.
Даян-хан вступил в союз с Монголджином и ордосским Хусаем и в 1500 году предпринял удачный рейд в Нинся, однако вскоре минский генерал Ю и князь Вань организовали засаду войскам Даян-хана с целью захватить его самого. Едва избегнув плена, Даян-хан бежал на Керулен, однако масштабные монгольские набеги продолжались вплоть до 1507 года.

### Подчинение Правого крыла
К Даян-хану прибыло посольство трёх туменов «Правого крыла» — тумэтов, хорчинов и ордосцев — с просьбой принять их в подданство, так как их тяготила власть уйгурского Ибурай-тайши. Перед этим Даян-хан уже успел испортить отношения с ним, убив в одном из рейдов его младшего брата, и поэтому прикомандировал к трём туменам Правого крыла своих сыновей Улусболда и Барсболода. Однако Улусболд сразу после получения титула джинона был убит во время восстания, а Барсуболд бежал. В отместку за это Даян-хан пошёл на Правое крыло тремя туменами Левого крыла — чахарами, халхасами и урянхайцами. Но из-за того, что большая часть урянхайцев перешла на сторону Ибурая, Даян-хан потерпел поражение при источнике Тургэн.
В 1510 году Даян-хан окончательно разбил тумены Правой руки и казнил ордосского старейшину Мандулая; Ибурай бежал, а мятежные урянхайцы были распределены по остальным пяти туменам. Вместо репрессий по отношению к Правому крылу Даян-хан избрал другую политику — его сын Барсболод в 1513 году получил титул джинона; а старые юаньские титулы тайджи и чинсан были упразднены; причём его солдаты получили звание дарханов.
С устранением Ибурая и Исмаила Даян-хан и Мандухай значительно ослабили власть потомков кыпчакских, аланских и мусульманских военачальников при монгольском дворе.

### Конфликты с империей Мин

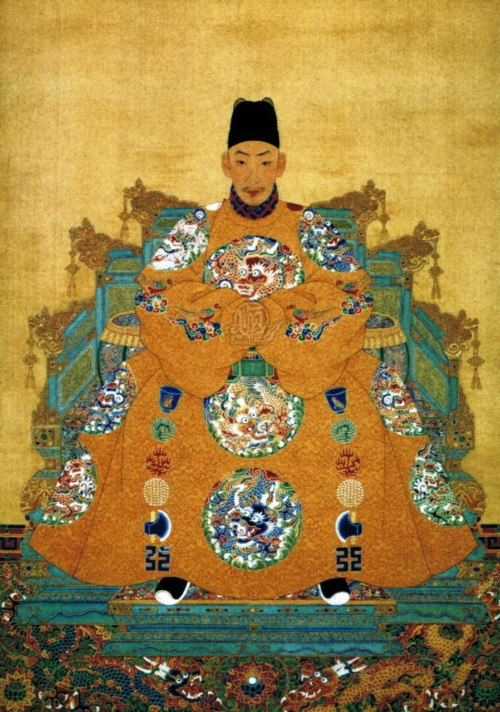
Минский Император Чжу Хоучжао (прав. 1505—1521)

С 1513 года монгольские рейды в Китай возобновились. Даян-хан построил крепость в Датуне на подступах к Пекину и постоянно держал в Китае 15 тыс. солдат. С семидесятитысячным войском он вторгался в Китай в 1514 и 1517 годах. Сыновья Даян-хана создали сеть сторожевых постов на монголо-китайском пограничье. К этим рейдам Даян-хана толкало нежелание Пекина пускать монголов на свой рынок.
Высшей точкой этих походов стал 1517 году, когда конечной целью Даян-хана стал сам Пекин. Несмотря на поражение в генеральном сражении, монголы угрожали Китаю вплоть до 1527 года. В 1542 году, перед самой своей смертью, Даян-хан вновь разбил минские войска.

## Военно-административная реформа
Даян-хан реорганизовал восточных монголов следующим образом:
- Левое крыло: халхи, чахары и урянхайцы
- Правое крыло: ордосцы, тумэты и харчины

Эти тумены функционировали как военно-административные единицы. Северные халхасы и урянхайцы были присоединены к южным халхасам. После неудавшегося мятежа северные урянхайцы были практически полностью ассимилированы северными халхасами.
Несмотря на распределение шести туменов между сыновьями Даян-хана, монголы при нём достигли такой степени национального единства, какой после него не знали вплоть до времён Лигдэн-хана.

## Браки и сыновья
Даян-хан был женат на Мандухай, Гуши и Жимсгэнэ.
| Сыновья от Мандухай: - Турболод - Улусболод - Арсуболод - Барсболод - Торолту - Очирболод - Элчуболод - Элболод | Сыновья от Жимсгэнэ: - Гэрсэндзэ - Гэрболод | Сыновья от Гуши-хатун: - Гэрт - Чин-тайджи |  |

Сыновья Даян-хана стали племенными вождями. Их потомками было множество монгольских ханов, напр. Алтан-хан и Лигдэн-хан. Сам Даян-хан и его прямые наследники непосредственно управляли чахарским туменом. Китайские историографы называли Даян-хана императором, сумевшим восстановить славу Монгольской империи.

## Даян-хан в историографии
Да-лама Джамбадорджи, монгольский буддийский историограф, «Хрустальное зерцало» (1835—1838):
Этот Батумунхэ-Даян-хан был поистине благодетельным правителем. Царствование, длившееся семьдесят четыре года, подобно этому было только один раз за время прежних двадцати императоров Танской династии Китая... Кроме этого царствование Батумунхэ-хана было единственным среди императорских фамилий таких государств, как Китай, Тибет и Монголия. Батумунхэ-хан примечателен не только своим редким долголетием, но и тем, что после него осталось многочисленное потомство. Он имел двенадцать детей, в том числе одиннадцать сыновей и одну дочь. Большинство теперешних монгольских нойонов являются потомками этих одиннадцати сыновей Батумунхэ.